# 布恩鎮區 (密蘇里州賴特縣)
布恩鎮區（英語：Boone Township）是位於美國密蘇里州賴特縣的一個行政鎮區。

## 地方資料
布恩鎮區的面積為141.41平方千米，當中陸地面積為141.34平方千米，而水域面積為0.07平方千米。根據2020年美國人口普查的數據，當地共有人口1153人，而人口密度為每平方千米8.15人。